# تشكيل أزيلال
تشكيل أزيلال المعروف أيضًا باسم سلسلة توندوت كونتيننتال وتشكيل وزنت، هو وحدة جيولوجية في إقليمي أزيلال وورزازات في الأطلس الكبير في المغرب، والتي تغطي أحدث مراحل عصر البلينسباخيان إلى أوائل العصر الآليني من العصر الجوراسي. يعتبر رواسب أرضية تغطي الدولوميتات البحرية ذات العمر المكافئ لحجر بودوس الجيري في الجبل الأسود أو مارن دي مونتي سيروني في إيطاليا. حيث توجد بقايا الديناصورات مثل سوروبود تازوداسوروس والبربروسوروس سيراتوصور الأساسي قاموا بالتعرف عليها من المجموعة مع العديد من الأجناس غير الموصوفة. وقد عُدت الوحدات داخل المجموعة فردية في الماضي، كونها قسمًا لما يسمى «الأرائك الحمراء»، ومقسمة على مقياس جيولوجي مفترض. تمتد طبقات المجموعة نحو الأطلس الكبير المركزي وتغطي مختلف الخطوط المنحنية والحوادث الطبوغرافية على طول سلسلة الجبال.
ومع أن الدراسات الجديدة قد أشارت إلى أن الطبقات متداخلة في العمر ويجب الإشارة إليها على أنها وحدة فريدة. فإنه من الأفضل تعيين التكوين في البيئة الغرينية التي تقطع أحيانًا عن طريق التوغلات البحرية الضحلة (الإعداد المسطح للمد والجزر) ويمثل انخفاضًا كبيرًا في إنتاجية الكربونات في ظل زيادة الترسبات الأرضية. يتكون تشكل أزيلال بدرجة أساسية من أحجار طينية غنية بمخلفات النباتات القارية والسحنات الميكروبية المغلفة. ينقسم الأطلس الكبير التارسي إلى 5 وحدات: الطبقات القارية ذات الرواسب المعدنية والتي تنتمي إلى أزيلال على طول طبقات الشاطئ لتشكل تاجوديت وتشكل تافراوت، وكلاهما مرتبطان بتشكل آية عثمان البحرية ورواسب الجرف الأعمق في تشكل أجوديم 1.

## طبقات
تعتبر الطبقات الموجودة في أزيلال هي الوحدة الرسوبية الرئيسية داخل المجموعة. كانت أول وحدة مسماة وواحدة من أكثر الوحدات التي قاموا بدراستها منذ الثمانينيات. وتتكون في الغالب من سلسلة متوالية من الصخور البترولية مع المارلز الأحمر "Red Marls" المترسبة في بيئة طينية تنقطع أحيانًا عن طريق التوغلات البحرية الضحلة وهي بيئة طينية. وتسترد ليثولوجيا المجموعة أيضًا فترة يهيمن عليها كلايستون محفورة بأحجار الطحالب المترية من أحجار طينية، وأحجار الطحالب الغنية بالبيلويد، والأحجار الغنية بالأويد الحبيبية والتكتلات المتعددة، كلها غنية بمخلفات النباتات الأرضية (معظمها حطام السرخس) ذات المحتوى الحيواني الفقير للغاية وتهيمن عليها في الغالب الوجوه الميكروبية. وتوفر منطقة جبل العبادين أكبر نتوء لأجزاء كتلة صخرية كاليرية مع طبقات من الياس المتأخر. وتُستعاد معظم هذه الطبقات داخل تكوين أزيلال مع سلسلة من الرواسب الساحلية والداخلية. وتقع العديد من الأحداث الزلزالية في مملكة تيثيان حيث نشأ النشأة الرئيسية للنشاط التكتوني محليًا، مع ظهور طبقات من الحقبة القديمة والتي تآكلت بسبب الظروف المحلية. جنبًا إلى جنب مع تشكل وزنت ميزت المجموعتان وأزيلال الحدود الخارجية لخليج أطلس في أثناء مرحلتي التورسيان-الألينيان. التشكلات هي استمرار متصل للسلسلة مع وجود وفرة من المواد المشتركة البحرية والمعتدلة الملوحة، إلى جانب الواجهات النهرية لتشكل وزنت. وفي ترتيب الوجهات من الشمال إلى الجنوب ومن الغرب إلى الشرق، يظهر ممر جانبي من الترسبات الرسوبية الساحلية إلى النهرية، مع واجهات للشاطئ وواجهات لمقدمة الشاطئ. وقد ترسب تشكل أزيلال في بيئة أكثر تأثراً بالترسيب البحري مما تأثر تشكل وزنت. وعلى طول الطبقات الطوارسية الرئيسية فإن وجود سائد لواجهات قاعدية مهيمنة وموحدة تمامًا، مما يؤدي إلى معرفة ترسب محتمل يتحكم فيه عن طريق الهبوط الحراري، مما يؤدي إلى ترسب أكثر من 5000 متر من مارل وتوربيدات الكالسي المتراكمة حتى نهاية باجوسيان. ويعتبر جزء من الرواسب البحرية لتشكل أزيلال هو استمرار للرواسب المشتركة للشعاب المرجانية الليثوتيدية من أطلس توارسيان الكبير المركزي. حيث تبدأ تلك السهول المرتبطة بالشعاب المرجانية في الغالب عند الحد العلوي من بلينسباخيان-المنخفض لحدود التورسيان، وعادة ما تمتلئ بالليثوبرنا والقواقع وبوجه خاص بالشعاب المرجانية الفاسيلويدية والتي قامت ببناء أحجار إطار الشعاب المرجانية الممتدة على المناطق الحيوية الجانبية البيوسترومات. إن الطبقات المرجانية لتشكل أزيلال غير موجودة تقريبًا مقارنة بالتشكلات الأخرى للأطلس الكبير، مما يدل على تناقص هذه الأنواع من المستوطنات مع بداية العصر الآلني. إن آثار حدث نقص الأكسجين توارسيان أوشيانيك Toarcian Oceanic Anoxic موجودة أيضًا بصيغة كبيرة على الطبقات البحرية للتشكل مع ما يسمى بقسم توكسين، وهو سلسلة من الطبقات البحرية القريبة من الشاطئ الموجودة على طول حدود التورسيان بحيث ينتمي آخر 40 مترًا منها إلى الجزء السفلي من تشكل أزيلال، حيث يتكون من أحجار طينية مطلية بالحلول وأحجار حبيبية أويدية، والتي تظهر تعافيًا بطيئًا لبيئة بحرية منخفضة العمق بالقرب من الشاطئ بعد حدوث انهيار دراماتيكي لنظام كربونات النيريت في حدود بلينسباخيان-توارسيان.
| المجموعة | الليثولوجيا | السمك (متر) | الحفريات |
| -------- | --- | ----------- | --- |
| 1)       | حجر رملي بلون النبيذ، مكون من حبيبات تتراوح من 1/4 إلى 1 مم | 0.2 م       | غير موجود |
| 2)       | ريد بيليتس: هذه المستويات تشكل الجدول الأفقي للقمة | 4–5 م       | غير موجود |
| 3)       | حجر رملي أحمر يتكون من حبيبات 1/2 مم في مقاعد من 10 إلى 20 سم | 1 م         | غير موجود |
| 4)       | بيليت أحمر متحجر | 2 م         | غير موجود |
| 5)       | حجر رملي أحمر خشن (حصى من 1 سم مع حصى أخرى معظمها بأقل من 2 إلى 3 سم)؛ مستوى به جرف واضح من 80 سم إلى 4 أمتار على الجانب الجنوبي من التل ويتسلق مبنى ترفيهي جميل منحوت بفعل التعرية | 0.8–4 م     | غير موجود |
| 6)       | البيليتس الأحمر الرملي | 2 م         | غير موجود |
| 7)       | قشور بيليت حمراء تمر عبر الحجر الرملي الورقي | 2 م         | غير موجود |
| 8)       | بيليتس أحمر رملي | 8–10 م      | غير موجود |
| 9)       | حجر رملي تكتل مارنو مصفر وبه عظام وبقايا نباتات والتي عندما لا تتحول إلى ليجنيت تظهر آثار بنية محفوظة؛ حيث تحتوي هذه الطبقة العدسية التي لا يبدو أنها تتجاوز 80 سم، محليًا على مناطق من الحجر الرملي وجيود الكالسيت. | 0.8 م       | - يوسوروبودا غير محدد - حطام الفقاريات الدقيقة - أنقاض تشبه البودوزاميت - حطام يشبه باتاشيبريس - حطام سيكادياليس |
| 10)      | أحجار رملية مزرقة ذات تكوين متغير إلى حد ما: جزيئات دقيقة بحبيبات 0.5 مم، تحتوي ثار على معادن مختلفة مثل الكوارتز الزاوي والبلاجيوجلاز والكلوريت الوفير والأندلوسيت الصقلي وأكسيد الحديد؛ الأجزاء الخشنة تصل إلى 2 مم، وتتكون من كوارتز وموسكوفيت سداسية الشكل فوق الكالسيت الأسمنتي؛ وعلى العموم يوجد تنفيس مقوس ليس فقط لكتلة صلبة من الجرانيت -محليًا من الغرانوليت- ولكن مزينة بكتلة متحولة بوجه عام هذا المستوى يحتوي على تشريب سطحي من الملكيت. | 2 م         | - حطام الفقاريات الدقيقة - حطام يشبه البودوزاميت - حطام يشبه الكنباث                                             |
| 11)      | الحجر الرملي المارنو التكتلي المصفر مثل المستوى 9، يحتوي أيضًا على مادة عظمية وفيرة. | 0.7 م       | - بقايا الفقاريات الدقيقة - حطام يشبه باتاشيبريس - حطام يشبه الزاميت - حطام يشبه الكنباث                         |
| 12)      | الحجر الرملي والمزرق بيليت | 0.7 م       | - حطام يشبه الكنباث                                                                                              |
| 13)      | حجر جيري مضاء جيدًا، مع حبيبات خضراء وأرجوانية | 0.2-0.3 م   | - موجود وغير محدد                                                                                                |
| 13)      | بيليتس أحمر ومزرق وأخضر، موضوعة على شرائط عدسية فوق مارل بريشيا أصفر وموازية ترسبت مع أجسام من الكالسيت | 10–15 م     | - موجود وغير محدد                                                                                                |

### جيولوجيا
الأطلس الكبير المركزي للمغرب هو جزء من حزام جبلي مزدوج نشأ بسبب تقصير حقب الحياة الحديثة وانقلاب الصدع الذي نشأ بين الفترات الترياسية والجوراسية. ويمكن تحديد هيكل الأطلس الكبير بناءً على مجموعتين رئيسيتين من الأعطال: أخطاء الدفع والانزلاق المائل، والتي تحدث من W-E إلى NE-SW. وقد أظهر وجود الانقلاب التكتوني في جبال الأطلس أنها أحزمة جبلية داخل القارات ظهرت من ارتفاع أنظمة الصدع الموجودة سلفاً، حيث تمثل هنا بنظام صدع رئيسي (حوالي 2000 كم) نشأ في الدهر الوسيط، والذي كان في وقت لاحق رفع وعكس في حقب الحياة الحديثة. تأثير وحركات التقارب للصفائح الأفريقية الأيبيرية بعد نهاية الدهر الوسيط مع انعكاس الطبقات المترسبة السابقة، ونقل رواسب ذلك وتشكيل اتجاهات جديدة منخفضة الزاوية. وتنحصر طبقات من العصر والجوراسي والطباشيري داخل أحواض تتحكم فيها امتدادات للشق الدهر الوسيط. كما يمكن تجميع الأحواض الجوراسية في مقاطعتين رئيسيتين تقعان على جانبي ماسيف أنسيان المنبثق: الغرب حيث كان الحوض مفتوحًا على المحيط الأطلسي المبكر، نظرًا لكونه مرتبطًا بهامشه الخامل، والشرق مع عدة أحواض ملحمية متصلة بمحيط تيثيس. عبر طبقات تورسيان - باجوشيان، كان يوجد ترسب كبير للصخور البحرية مثل المرل والكالسيتربيديت والحجر الجيري المرجاني، والتي تراكمت في وسط الأطلس الكبير في حين على الهامش الغربي حول ماسيف أنسيان الأرضية، سيطر الترسيب النهري بدرجة خاصة. تشير أسرة أزيلال الحمراء الحالية إلى تجاوزات بحرية مختلفة عبر الحدود التوارسية الآلينية، بعد إنهاء ترسبها على نهر باثونيان. أدى حدث تكتوني أولي على الحدود الترياسية - الجوراسية إلى تكوين حوض تجرينين - تاباست. بعد هذا الحدث حدث نشاط تكتوني كبير ممتد (مشتق من صدع بانجيا الثاني) في نهاية بلينسباخيان وبداية توارسيان. تطور هذا الحدث التكتوني الرئيسي الثاني نحو E-W- إلى NE-SW، مما أدى إلى إعادة تنشيط أخطاء الاتجاه الطبيعي ، مما أدى إلى غرق منصة كربونات لياسي السفلى وهيمنة مارلز في أثناء منتصف لياسي إلى تورسيان.

### البراكين المتصدعة
على طول حدود الأطلس الترياسي الجوراسي الكبير، وحتى مرحلة باثونيان من العصر الجوراسي الأوسط، سجل حول الفلكنة محليًا على تعاقب التكوينات المحلية المختلفة، مثل تكوين أزيلال وغيرها مثل تكوين أرغان الأساسي. ترتبط معظم الأحداث البركانية الريتيان - باثونيان في شمال إفريقيا بانفتاح المحيط الأطلسي، مع وجود سجلات موازية على ساحل أمريكا الشمالية ومناطق أخرى مثل المكسيك. في بعض المواقع مثل ملوية العليا، من الممكن حتى تحديد الانتقالات بين الأحداث البركانية العديدة التي حدثت محليًا على طول حدود ما بعد العصر الترياسي-الجوراسي (ينتمي إلى تشكل تيزي-ن-غاشو). إذ تحدث معظم تأثيرات النشاط البركاني على الرواسب الأرضية الرئيسية الناشئة، حيث تحولت بعض الطبقات القريبة من الشاطئ إلى التكتونية، وتعرضت للانفجارات البركانية ذات الدرجات المختلفة مما أدى إلى أنواع مختلفة من الطبقات البركانية.
إن أصل البراكين مرتبط بجغرافيا المنطقة. ففي عصر الهتانجي-السنموري كانت منصة كربونات ما بعد الصدع قد طورت في منطقة أطلس والتي ظهرت بطبقات بحرية أقدم. وفي منطقة الطوارسية الوسطى ظهرت أحواض الهبوط التي عزلت جبال الميسيتاس والما قبل الكمبري وكتل الباليوزويك (صخور حقب الحياة القديمة). حيث فاضت الصهارة القلوية في حوض الأطلس الكبير المركزي المنشأ. وقد كانت هذه الأحواض هي أحواض تحدها الصدوع، مع اختلافات في سمك الرواسب والبريكاس داخل التكوين المتعلق بالكتل الرئيسية. وقد أثرت مقاطعة الصخور المنصهرة في الأطلس على ترسيب الطبقات الرئيسية، حيث قاموا بالتخلص من الإعدادات الأرضية لبعض التشكيلات (بما في ذلك أزيلال) عبر سلسلة من الصدوع المقطوعة الممتدة التي تصور فسيفساء من الهورست والصدع الأخدودي نحو الشرق والشمال الشرقي والشرق الأوسط والشرق - الغرب مع الأطلس الأوسط من بين مناطق الهبوط الرئيسية. واستمرت مقاطعة ماغماتيك الوسطى الأطلسية بالاندلاع حول حدث بلينسباشيان-توارسيان منذ حوالي 183 مليون سنة، متداخلة بذلك مع اندلاع مقاطعة كارو-فيرار النارية. وقد كانت البراكين الطوارسية المتوسطة المتأخرة موجودة ولكن على امتداد أصغر، كما يثبت جزء السلسلة التوندوت كونتيننتال.

## سلسلة توندوت كونتيننتال
ينقسم علم صخور سلسلة توندوت كونتيننتال (The Toundoute Continental Series) إلى 5 وحدات من D إلى H، (حيث تمثل A-C وحدات الدولوميت البحري الأساسي، وتمثل C الانتقال إلى البيئة الأرضية). ويسترد قطاع التوندوت Toundoute فقط من الوسط إلى آخر العصر التورسي مع عنصر جغرافي قديم غير نمطي، حيث يقع على طريق نكبة أطلس الجنوبي مع العديد من التغييرات على الهيكل مما يؤدي إلى إظهار عدم استقرار منطقة الرواسب. ويُظهر التكوين الانتقال من الكربونات إلى سلسلة من رواسب الفتات القارية ذات الأشكال الأحفورية والحفريات. كما يعد وجود الترسبات البركانية أحد أهم الجوانب في طبقات توندوت. إذ يمكن أن تأتي الشظايا من إعادة صياغة تدفقات البازلت الترياسي مع معظم المنتجات المتجانسة، وربما تكون ذات طبيعة تراشيانديزية. أما الرواسب الشابة والتي ربما تتعلق بالصهارة في العصر الجوراسي الأوسط، فإنها تترافق مع تدفقات من المحتمل أن تكون معاصرة ومرتبطة بالانفجارات كما في حالة العديد من البراكين الحالية في شكل تدفقات كثيفة. كما أنه من المحتمل أن تؤدي العمليات التكتونية في الأطلس الكبير إلى معظم المظاهر البركانية محليًا.

### علم الطبقات
ينقسم التشكل إلى عدة مستويات طبقية بدءًا من ما يسمى بسمات المصطلح A، المكون من الجبس والملح من العصر الترياسي، مدعومًا بوجود التقلصات البركانية للبازلت. وإضافة إلى ذلك فإن كربونات المصطلح B بالتناوب في البداية مع الدولوميت و بيليتس والأحجار الجيرية جنبًا إلى جنب مع جرائم مارلي - سيلت مع كتلة الحجارة الصخرية للنبات، والتي كان لها تأثير منتظم على البيئة البحرية. وقد قاموا بإثبات ذلك نتيجة لوجود الشوائب والأونكوليث وأنقاض الرخويات والمنخربات القاعية، بحيث يقومون بإذابتها وإعادة بلورتها على شكل سباريت. إذ يُظهر المستوى الثالث الانتقال بين الرواسب البحرية والقارية بناء على مستويات الباليسترين الكربوني وآفاق الكاليش، وذلك كونها طبقات قارية متراكبة في استمرارية طبقية فوق الكربونات البحرية في لياس السفلى (السنموري-الهتانجي). إن هذه الطبقات القارية غنية بحلقات البراكين الخشنة الناتجة عن عملية الترسيب لمعدلات الترسيب العالية، حيث ترسبت الطبقات بما في ذلك الترسبات مع أحافير الديناصورات في فترة زمنية قصيرة، وحيث كانت مستويات كربونات الباجوشية - الباثونية الوسطى الجوراسية متكررة داخل نطاق أطلس ولا توجد في توندووت. كما يتميز الترسيب على جزء التوندوت ببعض الخصائص مثل القنوات العدسية ذات التكتلات المنخلية التي يبلغ سمكها حوالي 5 م (≤ 5 م) من أجل النظام العشري المرئي، ويتكون من عدة مواد مثل المنتجات البركانية ومثل كتل الصخور البركانية ومثل الرمال المصنوعة من الفلسبار وهي حبيبات حديدية سوداء من سطح الصخور البركانية في فترات الجفاف، وشظايا خضراء من عمليات ما بعد الثوران (الأوردة، والعقد الصغرى الميكروجيود، والخرسانات الواصلة) وحطام الحجر الجيري مع آثار الجذور والشقوق، حيث توجد في بعض الأجزاء آثار طحالب كثيفة داكنة لا تزال الخيوط فيها مرئية على غرار جنس الطحالب الخضراء المزرقة جيرفانيلا. وتشمل المواد الأخرى الشست والكوارتز الوريدي بدون حطام العظام والخشب مع بنية خلوية جيدة. وتنقسم الرواسب الشبيهة بالسهل الفيضي إلى جزأين مع عقيدات صلبة من الحجر الجيري وردية أو قرميدية وغير منتظمة للغاية، وهي نموذجية بالمظهر الجانبي من التربة كالسيمورف المتكونة في مناخات ذات مراحل جافة واضحة. وقد كان لهذه العقيدات إعادة تنظيم مرئية في القنوات، وذلك نتيجة تآكل السهل الغريني بواسطة الشبكة النهرية. أخيرًا توجد طبقات متداخلة من الحجر الرملي الناعم غالبًا ما تكون مغلفة لتمييز أوجه الطوفان من القنوات في فترة الفيضان، وتتكون فقط من بلاجيوجلاز الفلسبار وبنسبة أقل من أرثوكلاز جنبًا إلى جنب مع حبيبات حديدية صغيرة أو طمي ناعم من الكوارتز. ويوجد توثيق للظروف المناخية الدافئة محليًا، حيث أدى التناوب بين الفترات الرطبة والجافة كما هو واضح في التكوينات الأخرى، إلى ظهور تربة ذات أشكال متباينة من الحجر الجيري مثل عقيدات التوليد أو الكاليش. إذ يظهر التراكم في القنوات من ملامح التربة المتكلسة وجود تآكل نشط في التربة مع وجود نباتات متفرقة على الأرجح.
| وحدة | الليثولوجيا | سمك (متر) | أحافير الديناصورات      |
| ---- | --- | --------- | ----------------------- |
| طمي  | تكتل الهولوسين |           |                         |
| H    | سلسلة الحجر الرملي - الطين | ≥ 100     |                         |
| G    | سلسلة من الحجر الرملي الصلصالي مع وجود طبقة من الجبس في الأعلى، أسفل هذا الأفق مباشرة يوجد أفق ديناصور ثانٍ مع علم صخري مشابه جدًا للوحدة F. | 50        | تازوداصورس، البربروسورس |
| F    | مرل طيني رمادي مخضر وحصى مخلوط إلى كتل صغيرة بحجم الحصاة مع الليغنيت والعظام.                                                              | ≤ 5       | موجود وغير محدد         |
| E    | تناوب الطين الأحمر البني والحجر الرملي الناعم والتكتلات الخشنة من الحجر الرملي.                                                            | 100       |                         |
| D    | الطين والحجر الرملي الناعم والتكتل والصخور البركانية الكبيرة موجودة.                                                                       | 80        |                         |

## سلسلة وزنت
تستعيد سلسلة وزنت تباينًا في العملية الرسوبية التي لوحظت في تكوين أزمراي الأقدم والتكويني والذي يتكون من وحدة رسوبية معقدة مع هيمنة أرضية، وتتألف من وفرة من القنوات التكتلية مع سلال الكوارتز وعناصر من الحقبة السفلية القديمة والحجر الرملي المنظم في القنوات قضبان عدسية وطين أحمر، وتنظم جميع أجزاء السحن في متواليات مترية من قنوات التعبئة والغرينية. وقامت عدة تيارات طفيفة من المياه العذبة بقيادة نظام الأنهار لتشكل وزنت، لكن ربما كانت مؤقتة ومرتبطة بموسم الأمطار. إن وجود العديد من فروع المياه العذبة القزمية في جنوب أزيلال والطبقات المائلة الدقيقة وقشور النباتات وبصمات قطرات المطر تظهر أن طبقات الحفريات هي من أصل مائي ربما بحيرة، مع زيادات مؤقتة كما شوهدت مناسبة للشقوق الطينية في الحفريات القديمة. كما عُثر على العديد من أحافير الأسماك. على طول الحدود الجنوبية لتشكل قتيوة، على نفس الاتجاه الطبقي طور ترسيب الحجر الرملي الأحمر، والذي يتغير من تكتلات الكوارتز إلى حبيبات وشظايا من الكوارتز حيث يُتخلص منها بطبقات كلسية لياسية. وتعادل أزيلال الرئيسية «مارنز الشوكولا». يقع القطاع الرئيسي بالقرب من أكفارسيد مع تعريض يصل إلى 800 متر تقريبًا لاستعادة قطاع المخلفات الأكثر توتراً. على طول هذا التعريض يظهر جزء وزنت على الجانب الأيمن وعلى طول الدولوميتات الجيرية الضخمة، فوق أحدث طبقات بلينسباخيان حيث تكون الطبقات التوارسية السفلية مفقودة. لا تتجاوز واجهة وزنت أبدًا الـ50 مترًا حيث تحصل على أقصى تعرض لها في شمال تشكل غطيوة. تتبع واجهات التشكل ترسبًا نموذجيًا للسهول الرسوبية. كما أنه يستعيد سلسلة متوالية من درجات اللون البني المحمر التي يغلب عليها الطابع المحلي: التكتلات والحجر الرملي والطين المرتبط بالحفريات القديمة، جنبًا إلى جنب مع الحجر الجيري المتحلل. كما يتميز تشكل وزنت بطابع قريب سيئ السمعة مقارنة بتشكل أزيلال. تملأ هذه الرواسب العديد من برك الدموع الصغيرة في أطلس سنترال. ويسمح إطارها الطبقي فقط بتحديد موقع التشكيل في فترة التورسيان. كما تشير الرواسب الأرضية السائدة لهذا التشكل إلى أنها ترسبت في محيط قاري. في انتهاك توارسيان-ألينيان شهد مجال الأطلس الكبير عملية طويلة من التمدد والتصدع، وقد قاموا بتسجيلها نتيجة لوجود الكربونات البحرية والصخر الزيتي الموجودة في أسرة تشكيل وزنت. وهو يتعلق كذلك بتكوين الصدع الأطلسي إلى الغرب وتكوين محيط تيثيس في الشمال.

## البيئة
يمثل تشكل أزيلال أماكن متنوعة على ساحل أحواض أطلس توارسيان بما في ذلك الأماكن التي يسيطر عليها النهر القاري، والرواسب التي يسيطر عليها المد والجزر وشواطئ المد والجزر الطينية. ومن ناحية أخرى يمثل تشكل تافراوت الشقيق بيئة بحرية هامشية مع تموجات موجية وفراش متصالب والأمفيبودا إكنوفيسيل أرينيكوليتس isp. والطحالب الجيرية كايوكسيا sp. وكلها ترسبت على حجر طيني متطور. وفي تاجويندوفت تمثل التشكل أزيلال الأعلى حيث توجد شقوق الجفاف التي تعلوها الرواسب البحرية، مما يشير إلى انحدار البحر المحلي. إذ يحتوي الحجر الطيني على فترات متباعدة غنية بالمواد العضوية القارية مثل حطام الخشب، ولكن الحيوانات الأحفورية النادرة مكونة من الطحالب الوفيرة والمنخربات القاعية والأورامينات القاعية الشائعة وبطنيات الأرجل والخلايا الحيوية ذات الصدفتين. وفي التوارسياني الأدنى للمنطقة استبدلت منصة الكربونات فجأة برواسب من البلاستيك السيليسي وحصل ارتفاع في التواجد في كل مكان لحطام النبات مع إعدادات ترسيب متناوبة بالقرب من الشاطئ. وهي الرواسب التي تهيمن عليها العواصف مع وجود الحيوانات المليئة بالحيوية ووجود لحطام النباتات الشائعة جدًا، والتي تشير إلى ترسب الحزام المناخي الدافئ الرطب مع زيادة السحنات الغنية بالسائل الدهني. ونحو منتصف الطوارسي استعاد منتجو الكربونات محليًا مع استبدال حجر الحبيبات الزيتية بحجر الحجر واكستون إلى طبقات من الأحجار المجمعة، حيث تزداد الخلايا الحيوية الحيوانية غير المتجانسة مثل رأسيات الأرجل وذراعيات الأرجل وشوكيات الجلد وبطنيات الأرجل مع وجود شعاب مرجانية عرضية. وبالتوازي مع هذا التطور الساحلي قاموا بقياس زيادة التجوية القارية على الطبقات، كما ثبت نتيجة لزيادة المدخلات الخشنة السيليكية البلاستيكية في الحوض وزيادة حطام الصفيحة وغياب الفاصل الزمني الغني بالمتبخرات والحفريات شبه القاحلة. حيث أدت هذه الفترات إلى زيادة مستويات المغذيات محليًا، كما يتضح من ارتفاع كمية الفوسفور على طول حوض الأطلس. تحتوي هذه الأسِرَّة المصنوعة من السيليكلاستيك على وفرة من الحصى الصخرية المتحولة والبركانية، مما يعني أن المادة يجب أن تكون مشتقة من الباليوزويك أو البروتيروزويك، وهي الوحيدة من هذا النوع في المغرب والتي تقع على الأطلس في الجنوب وفي الأطلس الصغير إلى الغرب في ماسيف أنسيان وجبيلت وإلى الشمال في ميسيتا سنترال وجميع المواقع التي كشف عنها تحت الجو في أثناء العصر الجوراسي. وبدرجة ملموسة يُظهر الأطلس الصغير ارتفاعًا تكتونيًا وتآكلًا لعمليات الأثقال التي تقترن بتركيز المواد الخشنة السليكونية البلاستيكية في الجزء الغربي من وسط الأطلس الكبير (غائب في الشرق)، مما يشير إلى أن هذه المنطقة كانت المصدر للرواسب الطوارسية السفلى المجوية، مما يسمح بتتبع القنوات النهرية التي تطورت نحو تشكل أزيلال. يتعافى تشكل أزيلال كما يتضح من الوحدات في جميع أنحاء العالم بزيادة في التجوية بسبب أحداث Pl / To و T-OAE، مع زيادة إمداد الرواسب السيليكونية وزيادة المواد الذائبة في المحيطات. وقد حدث هذا مع تكثيف أحداث العاصفة الاستوائية على T-OAE، مما أدى إلى تدمير الكائنات الحية لمنصة الكربونات القديمة محليًا. وقد سمح ذلك بضبط بيئات تشكل أزيلال والتي تتراوح من سلسلة من الإعدادات القارية ذات التأثير النهري، والتي زادت نتيجة T-AOE مع غسل كميات أكبر من النباتات إلى الرواسب القريبة من الشاطئ وتحت المد والجزر، وتخضع لأحداث العواصف والعواصف الاستوائية وكل ذلك يحدث في مناخ دافئ ورطب.
كما يوجد أيضًا سجل محلي من التقطيع البارد حيث يوجد قسم أكينزود، والذي يحتوي على 182 مترًا من تشكل أزيلال ويظهر أنه بعد الحدث البارد الذي أثر على المياه المحلية وفيما يتعلق ببراكين كارو والصق الأطلنطي فإن البراكيوبودس الحالية واستنادًا إلى بيانات نظائر الأكسجين المحفوظة الخاصة بهم، تُظهر أن درجات حرارة مياه البحر الدافئة عادت إلى الظهور في أثناء أوائل العصر التوارسي المتأخر.
في المنطقة الطوارسية الوسطى يتطور الجزء الشرقي والشمالي الشرقي من الأطلس الكبير لتودره دادس، وتتطور كربونات الترسبات ذات التركيبات الحيوية (رقعة الشعاب المرجانية) مع زيادة السماكة باتجاه الشرق ولا تزال تترقق باتجاه الغرب في اتجاه الشعاب المرجانية جبل آكنزود، حيث قاموا باكتشاف أحافير تكوين الندى البحرية. وقد عانت الحيوانات المرجانية من انهيار كبير مرئي في منطقة أوجرد زقزون، مما يدل على أن الترسيب في هذا الوقت حدث في سياق تكتوني بعيد. وبعد ذلك نحو السلسلة بآخر تورسيان-العليني تتوافق لرواسب الفتات مع تداخلات الكربونات مع حيوانات نريت. ويُظهر التحليل الهيكلي أن الترسيب في أثناء التورسيان العلوي قد تُحكم فيه بواسطة لعبة تكتونية بعيدة دائمًا، مما تسبب في إمالة الكتل على طول الصدع العرضي لاتجاه شمال الغرب-جنوب الشرق، ومما أدى إلى إنشاء مساحة متاحة مع فتحات دائمًا باتجاه الشرق وشمال الشرق.
ومماثلًا لعمر (كويفال) هذه الوحدات يُظهر الساحل الغربي لتشكل أمسيتين تجوية قارية قوية، وكقطع فوق أحجار البازلت التابعة لـ CAMP والأسرة الحمراء القارية الكونتيننتال الترياسية. وإذ أنه يستعيد عدم المطابقة تحت السطحية مع وجود دليل على التآكل النهري أو التكوّن أو التعرق، مع الانتقال من السهل الفيضي إلى رواسب السهل الساحلي. بحيث تفسر على أنها مروحة غرينية لإغراق الرواسب السهلية، وذلك كونها تقع في حوض أغادير الفرعي وهي أقرب إلى حد كبير، وتتكون من نهر مجدول وسهل فيضان ورواسب طينية، على حين في تيكي تتطور عموديًا من سهل فيضان إلى رواسب مراوح طينية. وربما كان النظام الغريني المحلي مرتبطًا بالنشاط على طول خطأ اتجاه ENE-WSW، وبالتوازي مع خطأ Tizi N'Test الرئيسي الذي يمكن تتبعه من وادي الارجانا إلى الشمال الشرقي من الإيموزر أنتيكلين (يعرض قسم Tikki التيارات القديمة باتجاه W- SW)، وفي حالة رواسب أغادير من المرتفعات القديمة مثل غرب ميسيتا والرحامنة. كما ويسجل تكوين أمسكود الذي يعلوه أيضًا انحدارًا قويًا في جنوب حوض الصويرة، بحيث سيطرت عليه الرواسب النهرية مع وجود القليل من التفوق في الشمال. ويظل حزام فاريسكان الكبير مصدرًا محتملاً لرواسب نظام نهر طوارسيان المجدول في حوض الصويرة.

### الاتصال بالشعاب المرجانية الصخرية

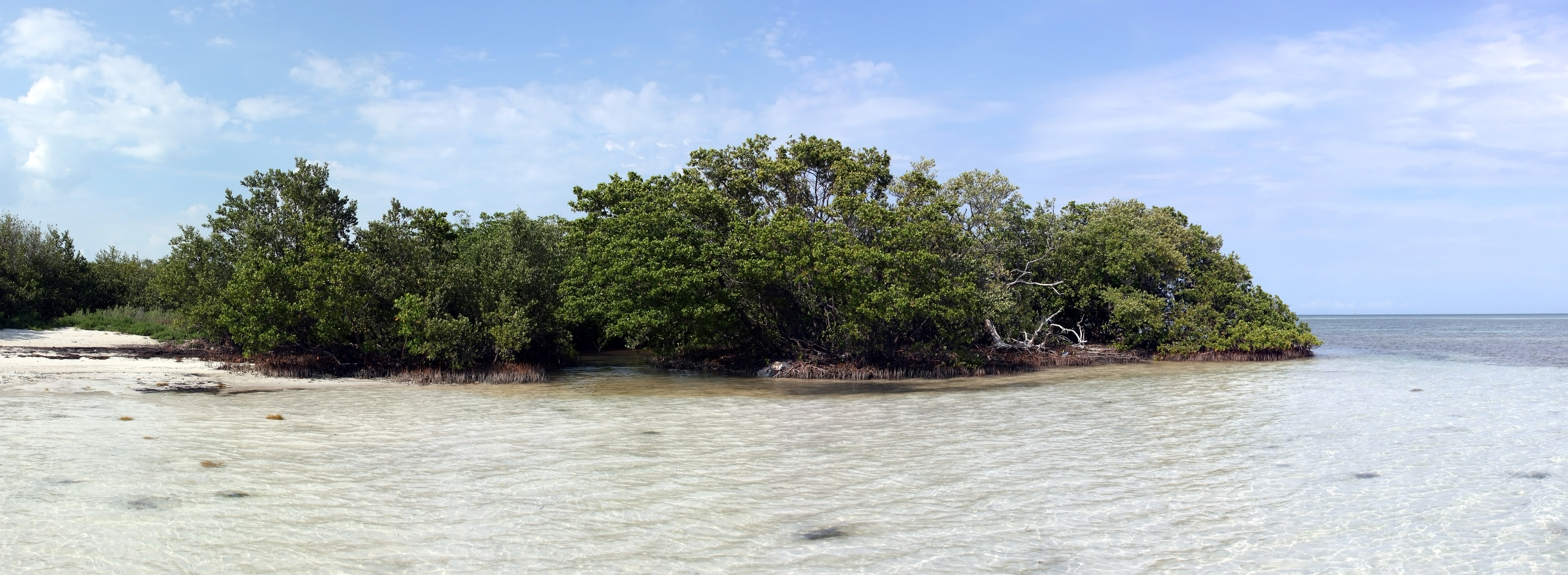
في جبل توكسين في وادي دادس طور تكوين تافراوت للشعاب المرجانية الصخرية. كما هو الحال في وحدات تيثيان الأخرى المماثلة لها بالعمر، ومن المحتمل جدًا أن هذا القسم يحتوي على أقسام بها أشجار القرم كون تشكل أزيلال هي المنطقة الجافة الداخلية القريبة.

يفتقر تشكل أزيلال إلى الطبقات البحرية المناسبة مع «الليثوتيدات» الشائعة (مجموعة غير رسمية من ذوات الصدفتين الضالة الكبيرة)، والتي تعرف من السنيمورية إلى التوارسيان في إيطاليا وإسبانيا وسلوفينيا وكرواتيا والجبل الأسود وألبانيا وأيضًا في المغرب. كان لهذه «الشعاب المرجانية» منطقة قوية بدءًا من ذوات الصدفتين وجيرفيليوبيرنا وميتيلوبرنا، مقصورة على السهول المدية والضحلة شبه المدية. حيث يقتصر استخدام عقار ليثوبرنا على الوجوه تحت المدية والبحرية وحتى في بعض البيئات منخفضة الأكسجين. وأخيرًا عثر على الليثيوتيس والقواقع في الأسطح تحت المدية مما أدى إلى تراكم وبناء التراكمات. ويرتبط تشكل أزيلال بهذا النوع من الرواسب على الأقل في جبل توكسين في وادي دادس، والتي ترسبت في تشكل تافراوت لتطوير النظم البيئية المحلية تحت المد والجزر في كل من الظروف القاحلة والرطبة. إذ تمثل طبقات جبل توكسين واحدة من أكثر السجلات اكتمالاً لهذا النوع من النظم البيئية في المغرب، حيث تسجل أجيالًا متعددة من نمو الليثوتيد لأكثر من كيلومتر واحد من التعرض (المكون من أجناس جيرفيليوبرنا وميتيوبيرنا وليثوبرنا والقوقعة) بالإضافة إلى مجموعة متنوعة من الحيوانات المرتبطة بها بما في ذلك طحالب أودوتاسين (كايوكسيا) والطحالب الحمراء المرجانية (سولينوبورا لياسيكا) والشعاب المرجانية الانفرادية (الأرثماسميليا، زاردنإفيليدي) والشعاب المرجانية بيريسيريس (ثامناستيريد المرجان) وهيسبانياسترايا (هيسبانياسترايداي) وأمباكاباسترا (ستيلوفيليدي) وأنابيب دودة سربولية إيكينويد أرباتشيدي. وسكوريوبس ليمبيتس البطلينوس وهو صدفة رخوية وبطنيات الأقدام العالية وآثار جذر النبات وحطام النبات المتحرك وجذوع الأخشاب. ومن المحتمل أن يكون دور تشكل أزيلال مشابهًا لدور الحجر الجيري بودوس وبناءً على تراكم الجذور مع بيئات شبيهة بأشجار المنغروف سريعة الزوال في تشكل تافراوت وأزيلال الذي يتمثل بالبيئة الداخلية الجافة القريبة. وقد كشفت دراسة هذا القسم أيضًا على أن الشاطئ إلى الرواسب القريبة من الشاطئ كان جزءًا من منصة تهيمن عليها العاصفة. وعلى الطبقات ذات الصلة وجود واسع النطاق لأحداث العواصف، كما هو الحال بعد تورسيان AE وارتفاع درجات الحرارة في أواخر تورسيان، ويبدو أن وجود رواسب العاصفة في كل مكان مرتبط بارتفاع درجات حرارة سطح البحر، مما يشير إلى تكثيف الأعاصير المدارية نتيجة T-OAE والفترات الأكثر دفئًا على تورسيان.

### تزودة

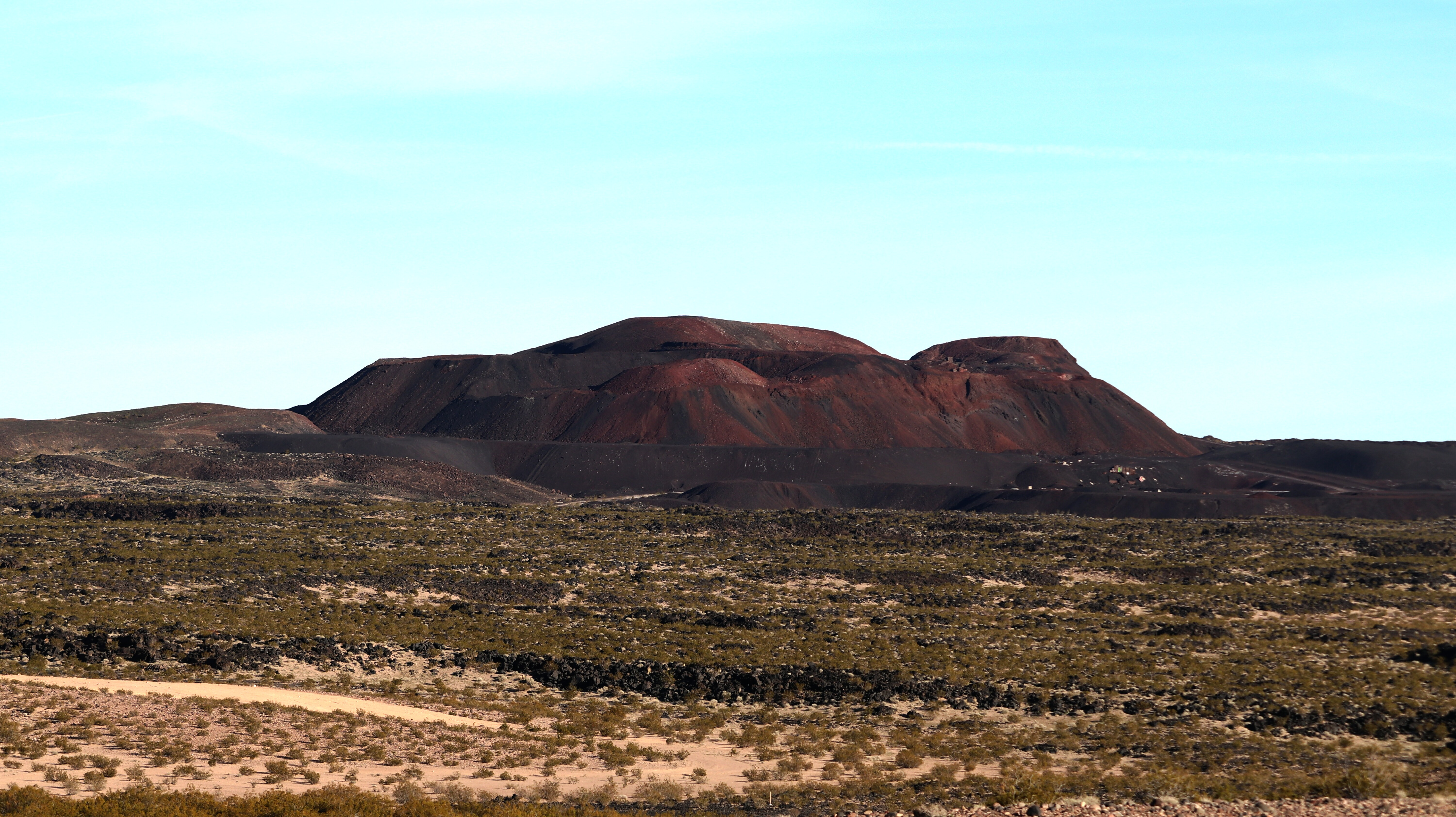
يعتبر تزودة CS قسمًا فريدًا نظرًا لتأثيره البركاني الواضح. وقد عثر على بيئات مماثلة في مخروط البسجة الجمرة الحديث في صحراء موهافي

تبدأ طبقات تازودا (دوار طبقات تازودة) في تراكب الأحجار الجيرية البلاستيكية الحيوية، مما يدل على وجود سطح تجاوز نحو الرواسب القارية مع الترسيب الغريني المتأثر بالنهر والبراكين. يمثل الترسب نظام الأنهار من نوع القناة / السهول الفيضية مع قنوات مملوءة بالرمل ووفيرة في جذور النباتات (تقع في الغالب في الحجر الجيري الناعم، ربما من هوامش القناة)، طورت في اتجاه العبور بالقرب من E-W. تستضيف ليثولوجيا القنوات إثراءًا ملحوظًا في المواد من الطابق السفلي من حقبة الحياة القديمة ومن غطاء الدهر الوسيط. تتداخل مع هذه الطبقات المواد البركانية من الرمل إلى الحصى، وتشكل عمومًا أكثر من نصف المكونات الفتاتية. تستضيف هذه الطبقات البازلتية شظايا تُظهر إعادة بلورة واضحة للكربونات مما يشير إلى أن هذه الأجزاء كانت لا تزال في درجة حرارة عالية في أثناء الترسيب، وعلى هذا فهي معاصرة للترسيب. لا تُظهر العناصر الحجرية أو البلورات المعزولة الموجودة محليًا علامات النقل المطول، والتي من المحتمل أن تأتي من مصادر قريبة نسبيًا، حيث تجمع وتنقل بواسطة شبكة هيدروغرافية غير متطورة في أثناء الفيضانات العرضية. الموقع له تأثيرات بحرية قريبة مع وجود رواسب مدية (ستراتوليت ، ومواد طحلبية) غالبًا ما تكون عالية التطور.
كان المناخ المحلي العام حارًا مع تناوب الفترات الرطبة والجافة مما أدى إلى تكوين تربة ذات أشكال متباينة من الحجر الجيري (عقيدات التوليد ، وكاليش)، مما أدى إلى تآكل نشط في التربة ذات الغطاء النباتي المتناثر.

## البكتيريا الزرقاء
مفتاح اللون
| تايسون | المصنف المعاد تصنيفها | إفادة غي صحيحة بأن تاكسون موجودة | تاكسون مشكوك فيه أو مرادف مبتدئ | إجنتاكسون | أوتاكسون | مورفوتاكسون |

ملاحظات
الأصناف غير المؤكدة أو المؤقتة في نص صغير، الأصناف المشطوب عليها فقدت مصداقيتها.
| Genus     | Species              | Location | Material                                   | Habit                    | ملاحظات | الصور |
| --------- | -------------------- | -------- | ------------------------------------------ | ------------------------ | --- | ----- |
| جيرفانيلا | - ستامينيا جيرفانيلا | - توندوت | آثار خيوط الطحالب الكثيفة الداكنة والناعمة | المياه العذبة على الأرجح | البكتيريا الزرقاء أحد أفراد عائلة المذبذبات (Oscillatoriales) وتتكون شظايا السنتيمتر المنتشرة في الأحجار الرملية حيث تستعاد من الكالسيت الليفي الذي تخلصوا منه في طبقات متتالية متموجة بأسلوب أو بآخر أو تشكل قشور أنبوبية. طورت هذه الأجزاء بطريقة مشابهة للجنس الموجود بكتونيما (Plectonema)، والتي تخلق الميكروبات في بيئات المياه العذبة. |       |

## نباتات التشكل
أظهر علم النبات القديم في المنطقة أن الطبقات في سلسلة توندوت كونتيننتال لا يوجد بها أي خشب أو أحافير نباتية كبيرة، مع وجود حطام نباتي وفير تحت السنتيمتر منتشر في الرواسب. يتكون هذا الحطام في الغالب من منشورات من سرخس البذور، وأيضًا بكميات أقل السيكادوفيت ومعظمها مع بشرة محفوظة. لم يقدم تحليل علم الحفريات أي شكل من الأشكال، لكن حطام النبات ترك بعض القصبات الهوائية. ومع ذلك على الحطام كان من الممكن عزل العديد من حطام الخشب، والذي كُشف فيه عن وجود خصائص مثل الهيكل المتماثل الخالي على ما يبدو من النسيج الحشوي مع الأشعة المنتظمة، والقصبات الهوائية مع علامات ترقيم أحادية من جنس أبيس (شوحاوات) وأخيراً نوع القمة المسننة موجهة العينية عموديًا وهي جوانب نموذجية من الصنوبريات مثل الشوحاوات أو الصنوبر أو التصنيفات. وقد كان الغطاء النباتي عمومًا مهيمنًا جدًا على ما يبدو من السراخس مما يشير إلى أنه ربما يكون قد تركز في الأراضي الرطبة في الوقت المحدد. يُظهر التردد في رواسب حطام الطف الصغير وجود نقاط مياه متينة أكثر أو أقل (حافات زنبركية) قادرة على الحفاظ على رطوبة كافية في فترة الجفاف. ونباتات مرتبطة محتملة إذ وجدت في نفس الطبقات العمرية لتشكل ماشاببا في محافظة شمال سيناء مصر، وتتكون من أجناس إكويستيتس (متساوي القياس) فليبوبتريس وبيازوبتيريس برانيري (ماتونيا). وتشمل نباتات الكوفال الأخرى النباتات المستخرجة من الحجر الجيري بودوس.

### الطحالب الخضراء
| الجنس             | الصنف                                                 | الموقف الطبقي | المواد    | السلوك    | ملاحظات | الصور |
| ----------------- | ----------------------------------------------------- | ------------- | --------- | --------- | --- | ----- |
| المكورات النباتية | - المكورات النباتية الهراونية - المكورات النباتية sp. | - ايسوكا      | ميوسبوريس | مياه عذبة | طحالب خضراء للمياه العذبة من عائلة المكورات النباتية Botryococcaceae. وفي إيسوكا تمتلك طبقات تورسيان مساهمة كبيرة من العوالق الصغيرة للمياه العذبة (سبورمورفس والعوالق الدقيقة في المياه العذبة مثل المكورات النباتية). حيث تظهر الطبقات الأصغر سنًا زيادة في الأشكال البحرية، مما يشير إلى حدوث تجاوز بحري بعد ذلك. |       |

### بولن (اللقاح)
| الجنس            | الصنف                              | الموقف الطبقي | المواد                          | السلوك                 | ملاحظات | الصور |
| ---------------- | ---------------------------------- | ------------- | ------------------------------- | ---------------------- | --- | ----- |
| كورولينا         | - كورولينا كيزيلي - كورولينا إيفسي | - دمنات       | طبقة غبارية على جسم حشرة (بولن) | مؤشر جاف               | صنوبرية شاذة الشكل وتتشابه مع الشيرولبيديسي Cheirolepidiaceae داخل الصنوبرية. والمخلفات القديمة السائدة محليًا مؤشر الإعدادات الجافة.             |       |
| كبريساسيتيز      | - كبريساسيتات أكاسيدرويد           | - دمنات       | طبقة غبارية على جسم حشرة (بولن) | كلاهما مؤشر رطب أو جاف | التشابه مع عائلة الكبراسيسي في بينوبسيدا. حبوب اللقاح التي تشبه الأجناس الموجودة مثل جنس أكتينوستروبوس وأستروسدرس، ربما مشتقة من البيئات الجافة. |       |
| ديادوكوبريساكيتس | - ديادوكوبريساكيتس موغريبينسيس     | - دمنات       | طبقة غبارية على جسم حشرة (بولن) | كلاهما مؤشر رطب أو جاف | التشابه مع عائلة الكبراسيسي في بينوبسيدا. حبوب اللقاح التي تشبه الأجناس الموجودة مثل جنس أكتينوستروبوس وأستروسدرس، ربما مشتقة من البيئات الجافة. |       |